# Hans Theodor Bucherer
Hans Theodor Bucherer (* 1869 in Köln-Ehrenfeld; † 1949) war ein deutscher Chemiker.

## Leben und Werk
Nach dem Studium der Chemie an den Universitäten München, Karlsruhe und Leipzig  fertigte Bucherer bis 1893 seine Dissertation bei Johannes Wislicenus an der Universität Leipzig an. Der Titel seiner Dissertation lautete: „Über einige Derivate des Keto-Hexens des Ketons der α-Pimelinsäure“. Danach arbeitete Bucherer bei der BASF in Ludwigshafen/Rhein. 1901 wurde er Privatdozent an der Technischen Hochschule Dresden, 1913 folgt er einem Ruf an die Technische Hochschule Berlin, ab 1926 ist er als Professor für Chemische Technologie an die Technischen Hochschule München tätig. Daneben war er 1908–1911 in der Industrie bei der Kalle & Co. AG in Biebrich als Laborvorstand und Prokurist tätig. 1913–1916 war Bucherer Mitglied des Vorstands der Chemischen Fabrik auf Aktien in Berlin (Schering AG). Bucherer wurde 1935 emeritiert.
Die Bucherer-Reaktion erlaubt es Phenole und Naphthole etc. mittels Ammoniumhydrogensulfit in die entsprechenden aromatische Amine zu überführen. Unter bestimmten Bedingungen ist die Reaktion auch umkehrbar.
Die Bucherer-Bergs-Synthese ist eine Vier-Komponenten-Reaktion von Carbonylverbindungen mit Cyaniden und Ammoniumcarbonat, die  Hydantoine liefert. Die Hydantoine lassen sich basisch zu Aminosäuren hydrolysieren. Die Bucherer-Bergs-Synthese wird im Evonik-Konzern technisch in mehreren Großanlagen zur Herstellung von DL-Methionin angewandt.